# 1879 en droit

## Événements
- 17 avril : adoption de la première constitution bulgare.
- 22 juillet : en France, une loi fixe le siège des deux chambres du Parlement : la Chambre des Députés au palais Bourbon et le Sénat au palais du Luxembourg.